# Clubiona tsurusakii
Clubiona tsurusakii là một phân loài nhện trong họ Clubionidae.
Loài này thuộc chi Clubiona. Clubiona tsurusakii được miêu tả năm 1987 bởi Hayashi.

## Voorkomen
Loài này được phát hiện ở Nga và Nhật Bản.